# Keep Going (travhäst)
Keep Going, född 21 augusti 2020, är en fransk varmblodig travhäst som tränas av Mathieu Mottier och körs av Mottier själv eller Éric Raffin.
Han började tävla i september 2022 och inledde med två raka segrar. Han har hittills sprungit in 502 820 euro på 34 starter, varav 9 segrar, 2 andraplatser och 6 tredjeplatser. Karriärens hittills största segrar har kommit i Critérium des 4 ans (2024) och Critérium Continental (2024).
Han har också segrat i Prix d'Avignon (2024), Prix Raymond Fouard (2024) och kommit på andraplats i Prix Vindex (2023) samt på tredjeplats i Prix Léopold Verroken (2023), Prix de Milan (2024) och Prix Phaeton (2024).

## Statistik
| Statistik för Keep Going (Ref.) | Statistik för Keep Going (Ref.) | Statistik för Keep Going (Ref.) | Statistik för Keep Going (Ref.) | Statistik för Keep Going (Ref.) | Statistik för Keep Going (Ref.) |
| ------------------------------- | ------------------------------- | ------------------------------- | ------------------------------- | ------------------------------- | ------------------------------- |
| Starter                         | Placeringar                     | Startprissumma                  | Segerprocent                    | Platsprocent                    | Rekord                          |
| 34                              | 9-2-6                           | 502 820 euro                    | 26 %                            | 50 %                            | 1.09,7ak,                       |

### Större segrar
| År   | Lopp                  | Kusk            | Vinstbelopp | Grupp   |
| ---- | --------------------- | --------------- | ----------- | ------- |
| 2024 | Prix d'Avignon        | Mathieu Mottier | 36 000 EUR  | Grupp 3 |
| 2024 | Prix Raymond Fouard   | Mathieu Mottier | 36 000 EUR  | Grupp 3 |
| 2024 | Critérium des 4 ans   | Mathieu Mottier | 135 000 EUR | Grupp 1 |
| 2024 | Critérium Continental | Mathieu Mottier | 108 000 EUR | Grupp 1 |